# Лейк-Хэмилтон (Флорида)
Лейк-Хэмилтон (англ. Lake Hamilton) — муниципалитет, расположенный в округе Полк (штат Флорида, США) с населением в 1304 человека по статистическим данным переписи 2000 года.

## География
По данным Бюро переписи населения США муниципалитет Лейк-Хэмилтон имеет общую площадь в 10,1 квадратных километров, из которых 7,77 кв. километров занимает земля и 2,33 кв. километров — вода. Площадь водных ресурсов округа составляет 23,07 % от всей его площади.
Муниципалитет Лейк-Хэмилтон расположен на высоте 45 м над уровнем моря.

## Демография
По данным переписи населения 2000 года в Лейк-Хэмилтон проживало 1304 человека, 362 семьи, насчитывалось 482 домашних хозяйств и 535 жилых домов. Средняя плотность населения составляла около 129,11 человека на один квадратный километр. Расовый состав населённого пункта распределился следующим образом: 71,09 % белых, 25,15 % — чёрных или афроамериканцев, 0,46 % — коренных американцев, 0,31 % — азиатов, 0,08 % — выходцев с тихоокеанских островов, 0,61 % — представителей смешанных рас, 2,30 % — других народностей. Испаноговорящие составили 5,06 % от всех жителей.
Из 482 домашних хозяйств в 31,5 % воспитывали детей в возрасте до 18 лет, 55,6 % представляли собой совместно проживающие супружеские пары, в 17,2 % семей женщины проживали без мужей, 24,7 % не имели семей. 21,0 % от общего числа семей на момент переписи жили самостоятельно, при этом 8,5 % составили одинокие пожилые люди в возрасте 65 лет и старше. Средний размер домашнего хозяйства составил 2,67 человек, а средний размер семьи — 3,09 человек.
Население муниципалитета по возрастному диапазону по данным переписи 2000 года распределилось следующим образом: 27,1 % — жители младше 18 лет, 6,6 % — между 18 и 24 годами, 26,4 % — от 25 до 44 лет, 25,1 % — от 45 до 64 лет и 14,8 % — в возрасте 65 лет и старше. Средний возраст жителей составил 39 лет. На каждые 100 женщин в Лейк-Хэмилтон приходилось 92,0 мужчин, при этом на каждые сто женщин 18 лет и старше приходилось 85,5 мужчин также старше 18 лет.
Средний доход на одно домашнее хозяйство составил 33 438 долларов США, а средний доход на одну семью — 38 050 долларов. При этом мужчины имели средний доход в 28 281 доллар США в год против 21 833 доллара среднегодового дохода у женщин. Доход на душу населения составил 33 438 долларов в год. 13,3 % от всего числа семей в населённом пункте и 21,5 % от всей численности населения находилось на момент переписи населения за чертой бедности, при этом 40,5 % из них были моложе 18 лет и 5,6 % — в возрасте 65 лет и старше.